# 中国の特許制度
この項目、中国の特許制度では、中華人民共和国の特許制度について説明する。

## 概要
中国の特許法の中国語での正式な名称は、「中華人民共和国専利法」である。専利は特許に相当する。
中国の特許法は1985年に施行され、その後、1993年の第一次改正、2001年の第二次改正を経て、2009年10月より第三次改正法が施行されている。主な特徴は以下の通りである。
- 中国語のみで特許出願可
- 権利存続期間は、出願日から20年で延長なし（中国特許法42条）
- 審査における新規性判断において、世界非公知非公用の絶対新規性が要求される（第三次改正より）
- 特許局が権利付与通知書を出すまでは分割出願可能
- 出願日から18ヶ月で公開
- 出願日（優先日）から3年以内に審査請求
  - 第三者は審査請求できない
- いかなる第三者も無効審判の請求をすることができる
- 有事の際に、特許等の強制許諾が可能（専利法49条）
- 中国以外の国で発明実用新案を出願した場合は12ヶ月以内、意匠は6ヶ月以内に中国にて申請すれば優先権を得られる。(過ぎれば、特許保護の優先権を得られず、第三者に特許を取得される恐れがある。)(専利法29条)
- 専利権付与日から3年経過、出願日4年未満の間に、正当な理由なく専利を（十分に）実施してない場合は、中国政府に認められた組織・個人から強制許諾が可能(専利法48条)
- 専利権の行使が独占的であると認定された場合にも、中国政府に認められた組織・個人から強制許諾が可能(専利法48条第二項)
- 後に発明された特許等が、顕著な経済的意義や重大な技術的進歩が認められた場合は、これも政府認定の元に第三者からの申請により強制許諾が可能(専利法51条)
- 公共の健康の為に、医薬品は中国政府により強制許諾ができる(専利法50条)
- 独占および公共の健康を除く、強制許諾は主として国内市場への提供にでなければならない。(専利法53条)
- 中国国内で開発された特許・実用新案を海外に特許申請する場合は、事前に中国政府に申請し守秘義務審査を受ける必要があ。(専利法20条)この規定に反して出願し国家機密の漏洩を行った場合は、行政処分もしくは刑事罰が科せられる。(専利法71条)
- 専利法の出願日前に製造された同一商品（同一方法）については、専利権侵害とみなさない。(専利法69条第2項)
- 専利法の出願日前に製造準備が完了しており、その範囲内で製造されたものにも専利権侵害とみなさない。(専利法69条第2項)

なお、上記の中国政府は、国務院専利行政部門が担当する。
なお、中国はパリ条約（1984年に加入）およびPCT条約（1993年に加入）加盟国である。
また、中国においては、意匠及び実用新案も専利法の下で保護される。以下の特徴が挙げられる。
- 意匠権と実用新案権の存続期間は、出願日から10年
- いずれも実体審査は行われず、予備審査（方式審査）のみで登録となる
- 実用新案の権利客体は、「製品の形状、構造又はその組合せについてなされた実用に適した新しい技術方案」（特許法実施細則第2条第2項）であり、方法や用途、組成物などの発明（考案）は実用新案を利用できない（日本とほぼ同じ）
- 全く同一内容の特許と実用新案を、同一の出願人が同日に出願することが可能（ただし特許権を成立させるためには、先に成立している実用新案権を放棄することが必要）
- 実用新案権の権利行使に当たって、侵害者の過失が推定される（日本では特許法においてのみ侵害者の過失推定規定があり、実用新案においては過失は推定されない）。また日本実用新案法29条の3のような「より高度な注意義務」が課せられない。このため、権利者にとって侵害訴訟の提起がし易い。[1]